# 上田榮治
上田荣治（日语：／ Ueda Eiji，1953年12月22日—），日本足球運動員，日本國家女子足球隊教练（2003年-2004年）。

## 教练生涯
上田荣治经率领日本國家女子足球隊参加2003年國際足協女子世界盃，2004年夏季奥林匹克运动会足球比赛。